# Домінік Віван-Денон
Доміні́к Віва́н-Дено́н, барон Денон, більше відомий під подвійним прізвищем Віван-Денон (фр. Dominique Vivant; 1747—1825) — французький дипломат, науковець, єгиптолог, письменник, гравер, перший директор музею Лувр.

## Життєпис. Ранні роки
Походить з родини французьких аристократів. Вивчав юриспруденцію, плануючи присвятити себе судовій справі. Мав схильність до мистецтва та літератури — і в 23 роки створив комедію, що мала популярність. Молодість Домініка припала на добу рококо. Віддаючи данину аристократичним смакам епохи з її потягом до свят і насолод, створив еротичний роман. Успіх обох творів і навернув молодика до мистецтва.

## Початок кар'єри
На здібного молодика звернув увагу королівський двір — він довірена особа короля Луї XVI, для якого збирав коштовні камені, став охоронцем королівських старожитностей. Освічений, легкої вдачі, близький до літератури — він став бажаною особою в салонах Парижу, для нього були відкриті двері багатьох палаців. Він — наближена особа до офіційної фаворитки короля — маркізи де Помпадур.

## Дипломат
В цей час розпочалася і його дипломатична кар'єра. Серед країн, де він був — Швеція, Неаполітанське королівство,Російська імперія, Швейцарія. Добре обізнаний з літературою свого часу, він познайомився з старим філософом Вольтером, що добре прийняв співвітчизника, до того ж близького до літературної творчості. Вони заприятелювали, незважаючи на різницю за віком. І якийсь час Денон був у Вольтера постійним відвідувачем.

## В роки французької революції
У 1789 році в Парижі розпочалася революція. Стривожений Віван-Денон перебрався в Париж. Королівський двір втрачав політичну владу, розпочалися утиски привілейованих класів — аристократії та духовенства. З Франції розпочалася масова еміграція дворян. Новий уряд прогнівався і відповів на масову еміграцію конфіскацією майна емігрантів, яких до того ж перевели у статус зрадників.
Багатий Віван-Денон ураз став бідним через конфіскацію усього його майна. Короткий час він живе як жебракуючий художник, то продає власні малюнки. Потроху він виправляє свій громадянський і фінансовий стан, бо допомагають знайомства. Серед впливових осіб цього часу — художник Жак-Луї Давід, що віддав свій талант служінню революційному уряду. Денон співпрацює з Давідом, хоча не був ні прихильником революції, ні прихильником нового стилю, що отримав назву — революційний класицизм. Поміч Жака-Луї і зустрічі з самим диктатором Робесп'єром були досить вдалими. За наказом Робесп'єра хитрому колишньому дипломату, що не попав у страшні переліки зрадників-аристократів, повернули конфісковане майно. А в роки революційного терору він вдало оминув смерті він гільотини.

## Новий диктатор
Владу в країні потроху перебрав на себе генерал Наполеон Бонапарт. Старий дипломат був вимушений рахуватися з новими і неприємними реаліями. Знайомство з дружиною Наполеона — Жозефіною Богарне, яку він причарував вишуканими манерами і чемним поводженням, стають запорукою для початку нової кар'єри при новому політичному режимі. Але тепер — це кар'єра дослідника і науковця.

## Роки в Єгипті

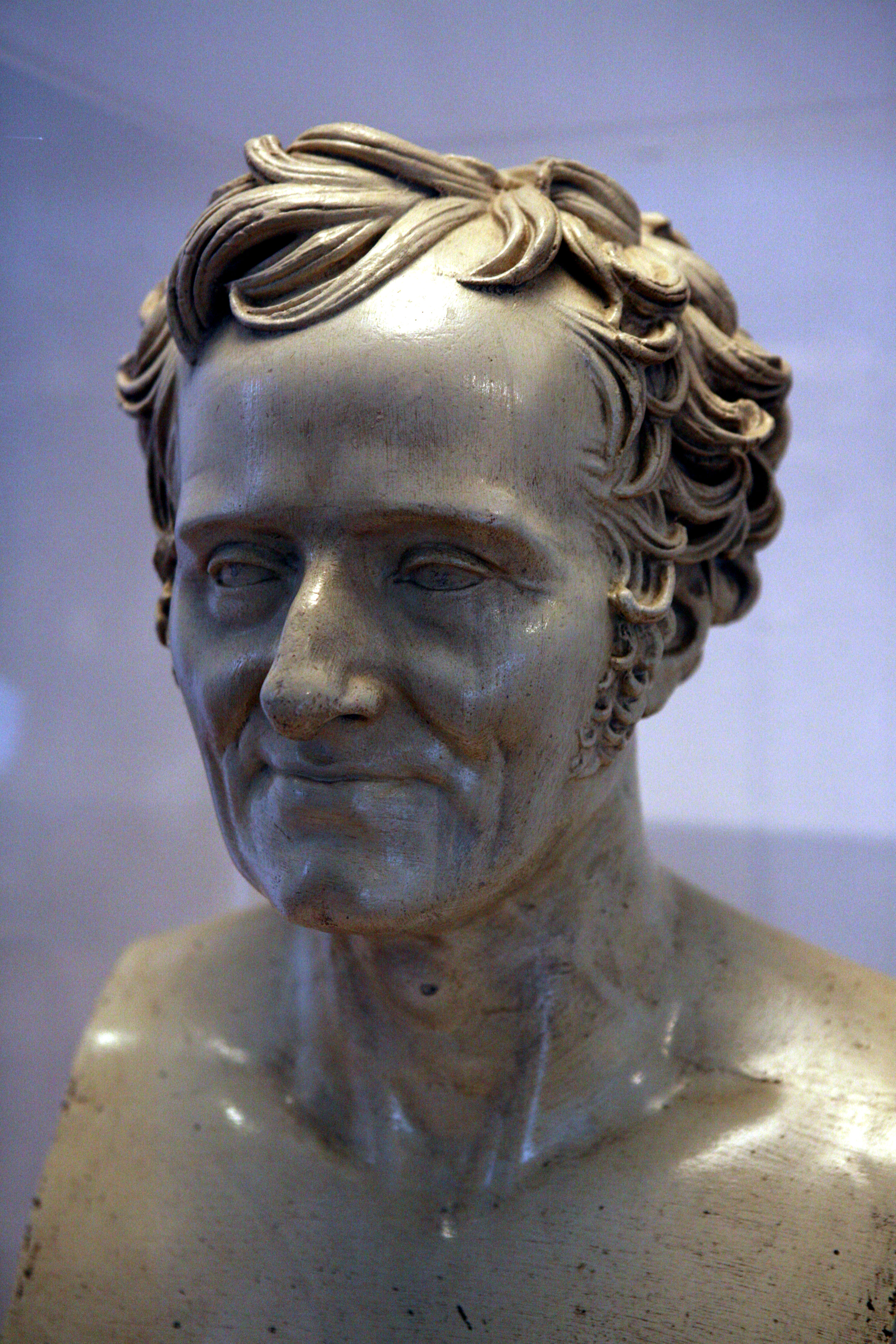
Погруддя Віван-Денона.

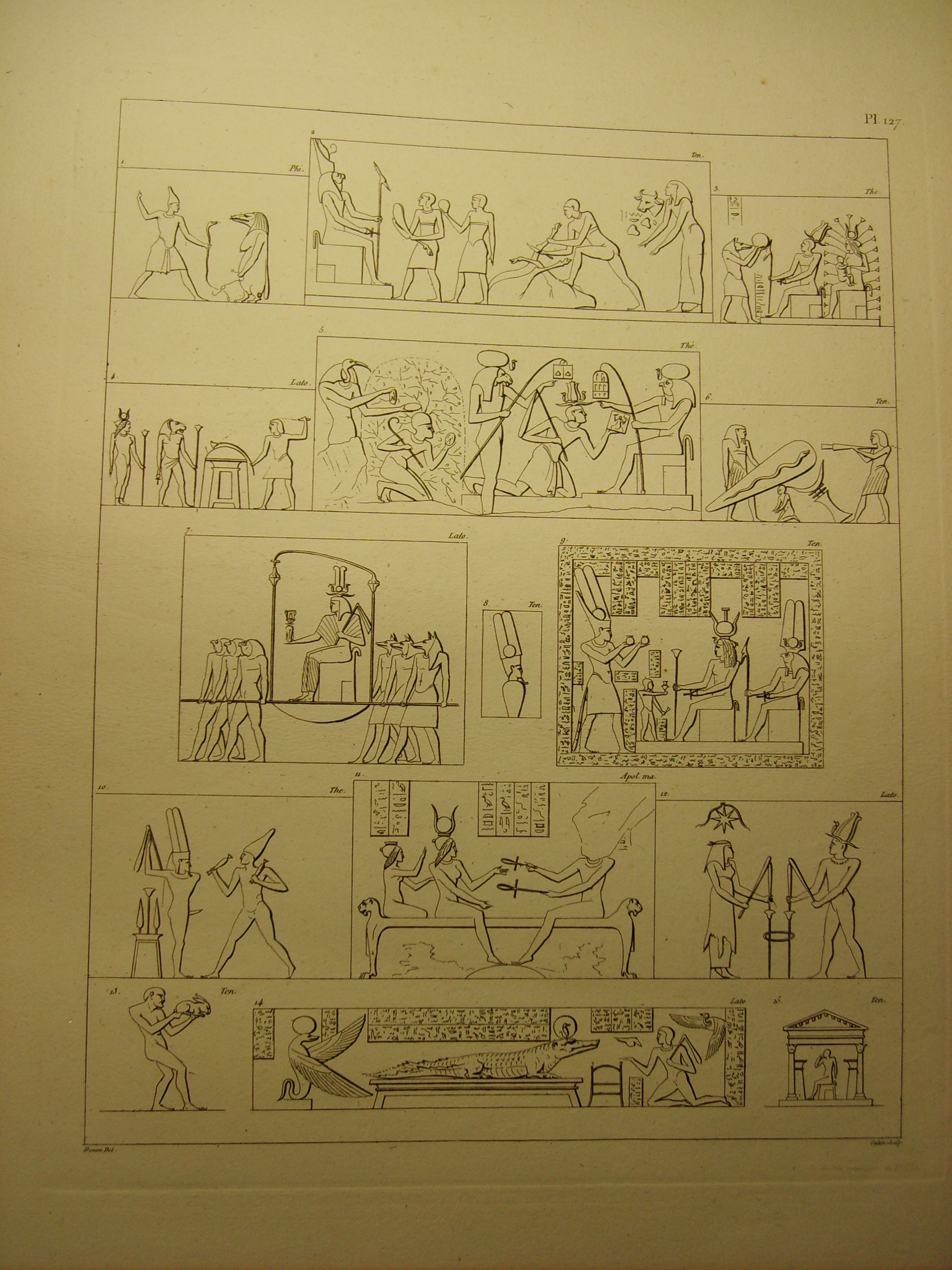
Гравюра малюнку Віван-Денона

Підстаркуватий Віван-Денон, якому за 50, отримав право на подорож разом з військовими в Єгипет, де працює разом з низкою освічених офіцерів і французьких науковців. Якщо політична мета Наполеона в Єгипті була в послабленні позицій Британії в Африці, мета французьких науковців була у перевідкритті могутньої цивілізації Стародавнього Єгипту. Як відомо, Наполеон військової мети не досяг і був вимушений потайки покинути Єгипет.
Науковці, навпаки, перенесли на дослідження усю міць європейської освіти і технологій — і отримали визнання і успіх. Висока класична освіта офіцерів дозволяла відразу читати стародавні написи латиною чи грецькою. Уява про значну мистецьку і наукову вартісить знахідок спрямувала зусилля дослідників на рятування коштовних знахідок, серед яких був і Розетський камінь. Останній, що мав тексти трьома мовами, став головним джерелом для дешифрування давньоєгипетських ієрогліфів і написів. Пізніше Розетський камінь назвуть науковою коштовністю, кращою за всі діаманти фараонів.
Бригада науковців у 1798–1799 рр. розгорнула активну дослідницьку діяльність в Каїрі і околицях, хоча й обмежилась поверхневим обміром архітектурних пам'яток, їх замальовками, збиранням артефактів на поверхні. Їх було так багато, що поки що не було необхідності в археологічних розкопках. Розкопки в країні з неписьменним населенням розпочнуться пізніше. До блокади французів з моря, що розпочав флот Британії, французькі науковці встигли відіслати в Париж наукову документацію, замальовки пам'яток і гіпсові відливки рельєфів, архітектурних уламків, скульптур, написів. Серед відправлених колекцій — оригінали скульптур, барельєфи, саркофаги. І в Європі спалахнула чергова єгиптоманія, а також фактично народилася західноєвропейська наука єгиптологія.

## Важке повернення у Францію
Лише у 1802 р. експедиційний корпус французьких військових і науковців капітулював і визнав свою поразку. За умовами капітуляційних протоколів французів примусили віддати Британії усі наукові і археологічні знахідки (що не встигли перевезти в Париж). Серед здобутків англійців був і Розетський камінь, який урочисто виставили в залі Британського музею в Лондоні.
З залишками експедиційного корпусу Віван-Денон повернувся в Париж.

## Останні роки
Наполеон розпочав чергові військові авантюри в Європі, тепер з метою створення нової французької імперії. Себе він оголосив новим імператором. Військові кампанії супроводжувались створенням нових маріонеточних режимів в підкорених країнах (Іспанія, Голландія, Неаполь, Венеція. Ломбардія) і вивозом в Париж уславлених мистецьких колекцій з підкорених областей. Віван-Денон отримав призначення на посаду декількох музеїв, серед яких і посаду директора національного(імперського за суттю) музею, відомого нині як Лувр. Сюди була звезена більшість мистецьких колекцій з пограбованих країн.
Військові авантюри Наполеона будуть силомиць припинені у 1814 р. об'єднаними військами декількох європейських монархій, а він відбув у пожиттєве заслання на підконтрольний Британії острів. Старий Віван-Денон у 1915 р. отримає пенсію і зосередиться на малюванні, гравіюванні та власних мистецьких колекціях. Він встигне стати свідком загибелі портретів нещодавніх політичних кумірів, які кидали у вогонь нові політичні переможці.

## Смерть. Увічнення пам'яті
Помер в Парижі. Похованя відбулося на цвинтарі Пер-Лашез.

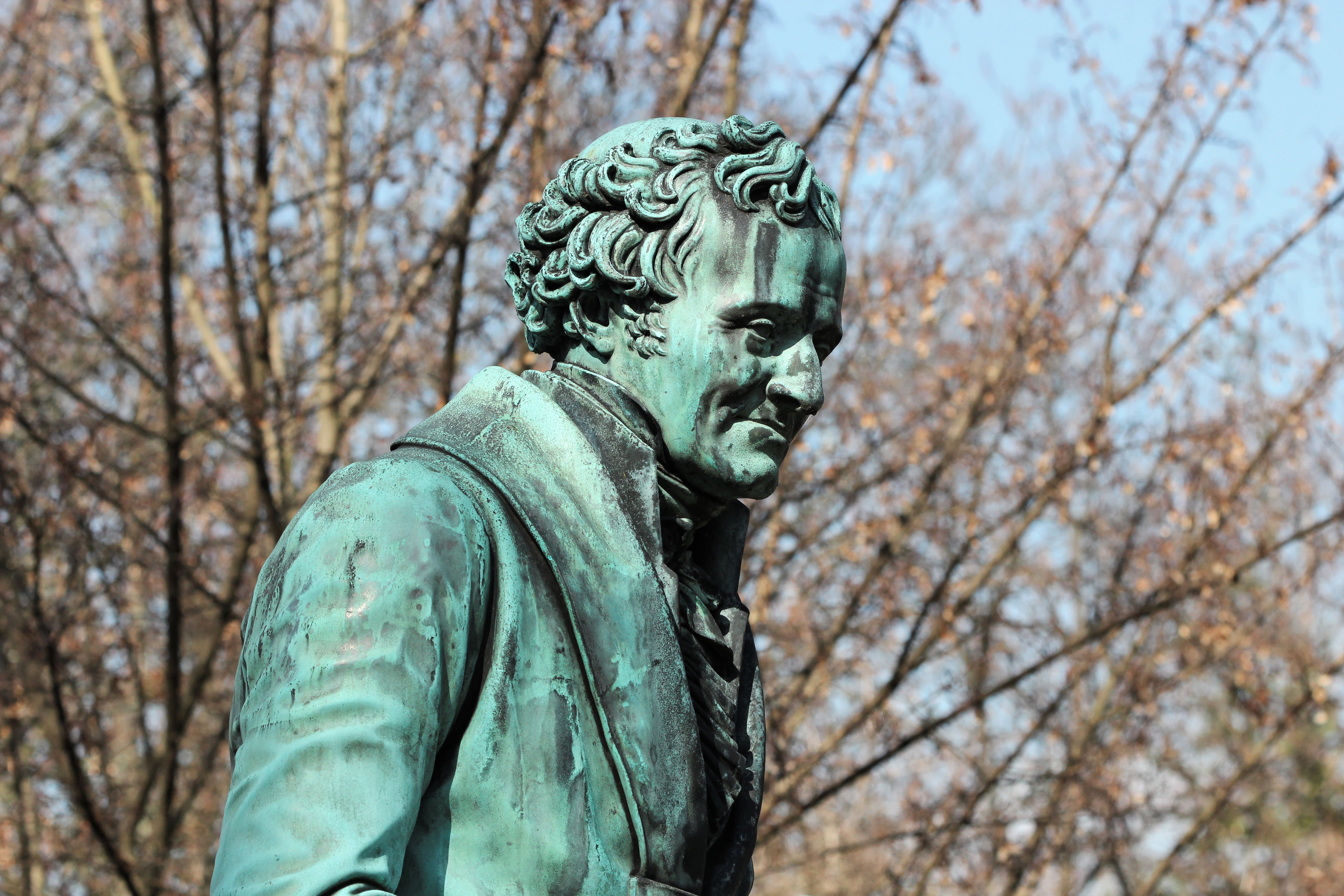
Надгробок Віван-Денона
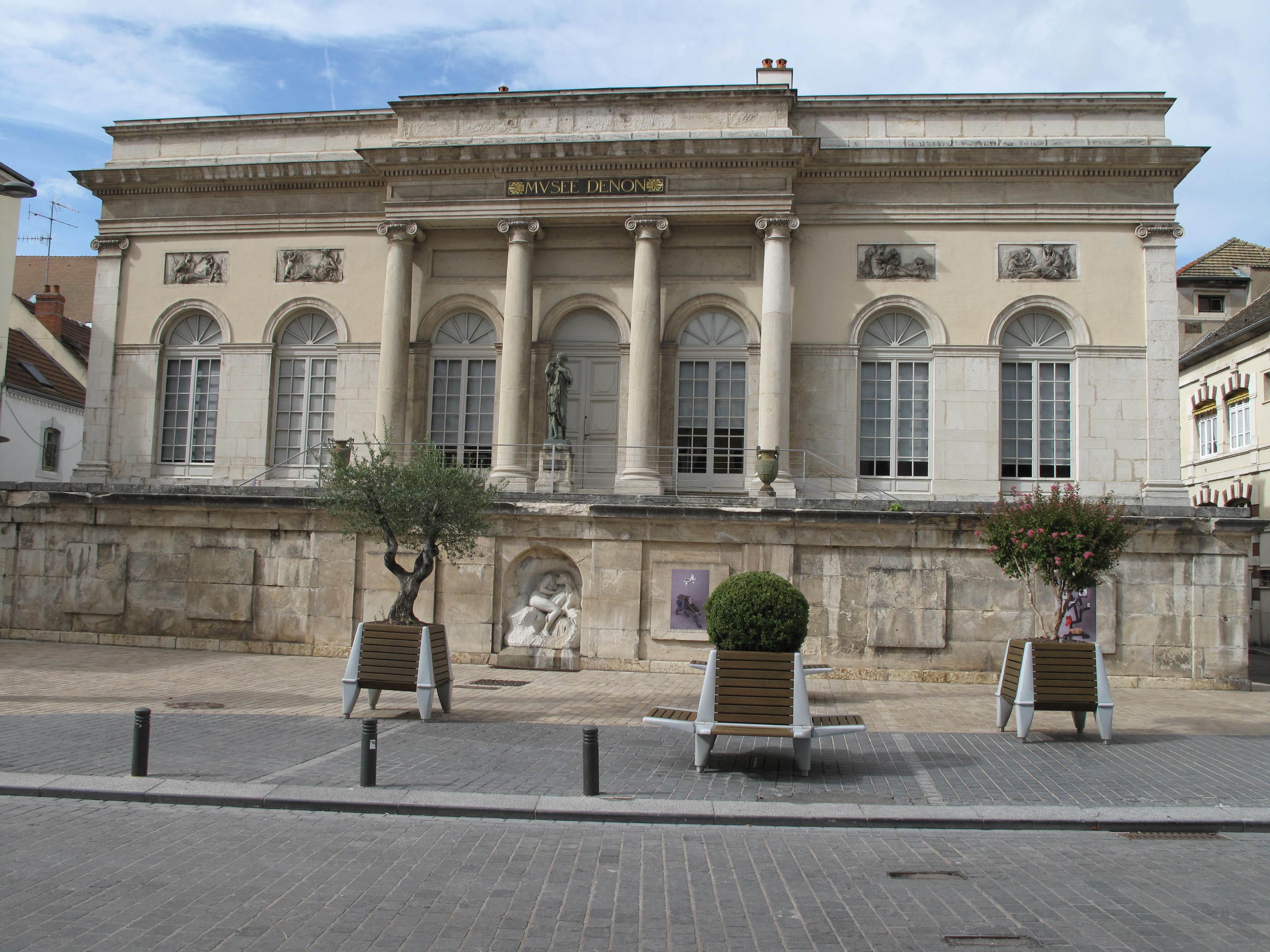
Музей Віван-Денона